# Моруя, Новий Південний Уельс
Моруя — місто, розташоване на крайньому південному узбережжі Нового Південного Уельсу, Австралія, на річці Моруя. Через місто проходить Принсесс-шосе, яке лежить близько 305 км на південь від Сіднея та за 175 км від Канберри. Згідно з 2021 переписом населення Моруї становило 4295 осіб. Його забудована територія мала населення 2762 людини. Місто покладається переважно на сільське господарство, аквакультуру та туризм. Моруя управляється Радою графства Єврободалла, а палати графства розташовані в місті.
Сільські райони навколо Моруї постраждали від сезону лісових пожеж в Австралії 2019–20.
Регіон Південного узбережжя Нового Південного Уельсу є традиційним місцем проживання народу Юїн, а в околицях Моруї проживає клан Бугеллі-Манджі.
Назва «Моруя» походить від слова аборигенів Tharawal  (Tharawal [mherroyah]), вважається, що означає «дім чорного лебедя», хоча це малоймовірно та неможливо перевірити. Чорних лебедів можна побачити в озерах і річках навколо Моруї, і чорний лебідь використовується місцевими як емблема.

## Клімат

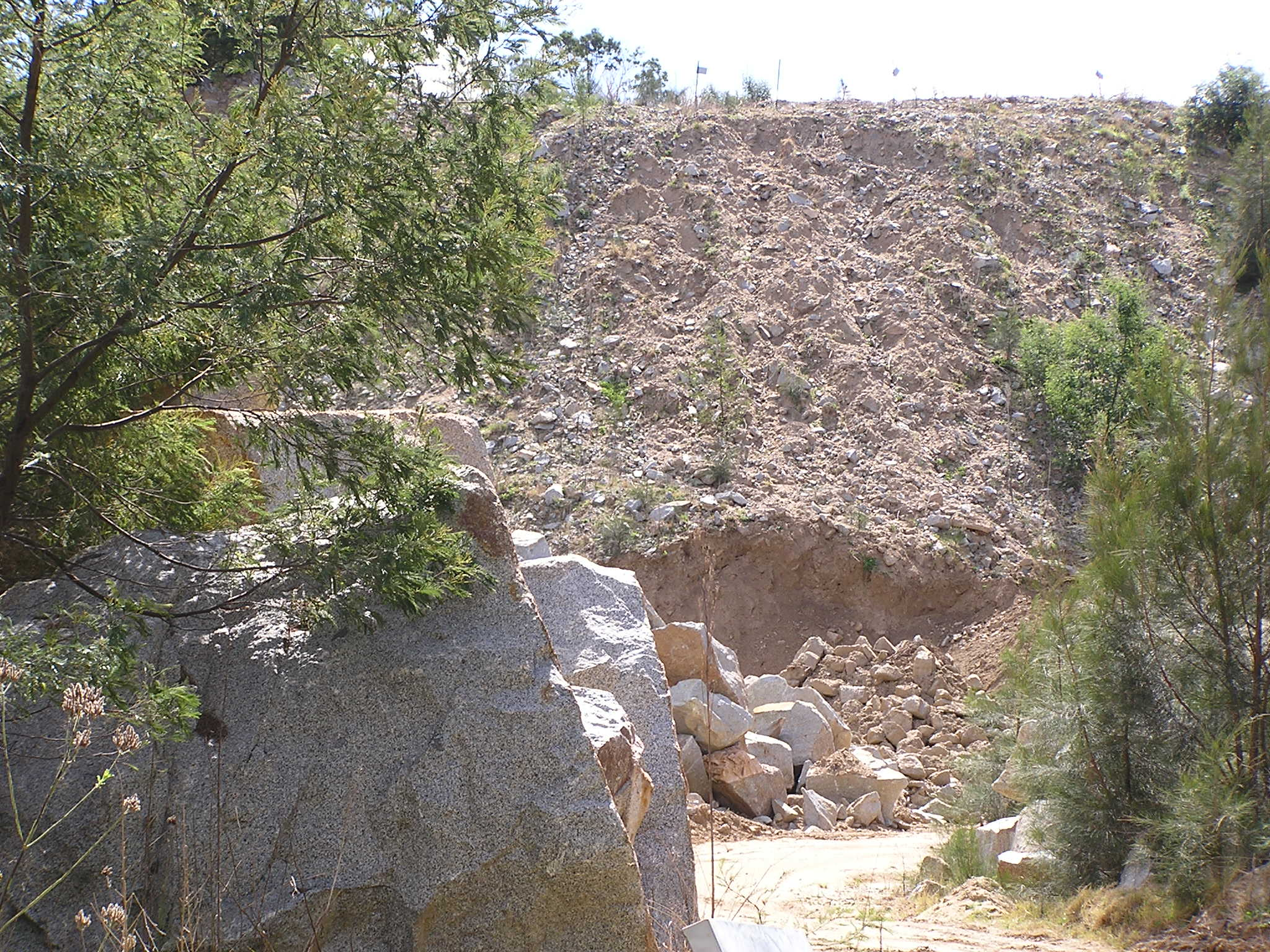
Кар'єр Моруя

Моруя має м’який океанічний клімат (Cfb) з теплим, дещо вологим літом і прохолодною, помірно сухою зимою. Посушливіші зими зумовлені ефектом фена від Великого Вододільного хребта, який блокує опади із західних холодних фронтів, що надходять із Південного океану. У місті 136 ясних днів, причому серпень – найсонячніший місяць, а лютий – самий хмарний.
| Клімат Моруя (1876-присутні норми та максимуми); 17 m AMSL | Клімат Моруя (1876-присутні норми та максимуми); 17 m AMSL | Клімат Моруя (1876-присутні норми та максимуми); 17 m AMSL | Клімат Моруя (1876-присутні норми та максимуми); 17 m AMSL | Клімат Моруя (1876-присутні норми та максимуми); 17 m AMSL | Клімат Моруя (1876-присутні норми та максимуми); 17 m AMSL | Клімат Моруя (1876-присутні норми та максимуми); 17 m AMSL | Клімат Моруя (1876-присутні норми та максимуми); 17 m AMSL | Клімат Моруя (1876-присутні норми та максимуми); 17 m AMSL | Клімат Моруя (1876-присутні норми та максимуми); 17 m AMSL | Клімат Моруя (1876-присутні норми та максимуми); 17 m AMSL | Клімат Моруя (1876-присутні норми та максимуми); 17 m AMSL | Клімат Моруя (1876-присутні норми та максимуми); 17 m AMSL | Клімат Моруя (1876-присутні норми та максимуми); 17 m AMSL |
| Показник                                                   | Січ.                                                       | Лют.                                                       | Бер.                                                       | Квіт.                                                      | Трав.                                                      | Черв.                                                      | Лип.                                                       | Серп.                                                      | Вер.                                                       | Жовт.                                                      | Лист.                                                      | Груд.                                                      |                                                            |
| Абсолютний максимум, °C                                    | 43,9                                                       | 43,3                                                       | 40,6                                                       | 35,1                                                       | 28,6                                                       | 24,4                                                       | 25,6                                                       | 30,0                                                       | 34,9                                                       | 37,2                                                       | 41,6                                                       | 42,2                                                       |                                                            |
| Середній максимум, °C                                      | 23,9                                                       | 24,0                                                       | 23,3                                                       | 21,6                                                       | 19,2                                                       | 16,8                                                       | 16,2                                                       | 17,2                                                       | 18,7                                                       | 20,2                                                       | 21,4                                                       | 22,8                                                       |                                                            |
| Середня температура, °C                                    | 20,0                                                       | 20,2                                                       | 19,2                                                       | 17,0                                                       | 14,3                                                       | 12,0                                                       | 11,1                                                       | 11,9                                                       | 13,6                                                       | 15,5                                                       | 17,1                                                       | 18,8                                                       |                                                            |
| Середній мінімум, °C                                       | 16,1                                                       | 16,3                                                       | 15,1                                                       | 12,3                                                       | 9,3                                                        | 7,2                                                        | 5,9                                                        | 6,5                                                        | 8,4                                                        | 10,7                                                       | 12,8                                                       | 14,7                                                       |                                                            |
| Абсолютний мінімум, °C                                     | 7,8                                                        | 7,4                                                        | 5,9                                                        | 3,2                                                        | 2,2                                                        | 0,4                                                        | −0,3                                                       | 0,1                                                        | 0,6                                                        | 3,2                                                        | 4,7                                                        | 5,3                                                        |                                                            |
| Днів з дощем                                               | 8,2                                                        | 7,7                                                        | 8,1                                                        | 6,7                                                        | 6,0                                                        | 6,0                                                        | 5,1                                                        | 5,2                                                        | 6,3                                                        | 7,8                                                        | 8,2                                                        | 8,4                                                        |                                                            |
| Вологість повітря, %                                       | 74.5                                                       | 76.5                                                       | 75.0                                                       | 72.0                                                       | 71.5                                                       | 70.5                                                       | 68.0                                                       | 66.0                                                       | 65.5                                                       | 68.0                                                       | 71.5                                                       | 73.0                                                       |                                                            |
| ---------------------------------------------------------- | ---------------------------------------------------------- | ---------------------------------------------------------- | ---------------------------------------------------------- | ---------------------------------------------------------- | ---------------------------------------------------------- | ---------------------------------------------------------- | ---------------------------------------------------------- | ---------------------------------------------------------- | ---------------------------------------------------------- | ---------------------------------------------------------- | ---------------------------------------------------------- | ---------------------------------------------------------- | ---------------------------------------------------------- |